# 김성욱 (언론인)
김성옥(金成昱, 1971년 2월 11일~)은 대한민국의 언론인이다. 한국자유총연맹의 대표를 맡고 있으며, 인귄 운동가와 정치 평론가로 활동하고 있다.

## 같이 보기
- 조선민주주의인민공화국의 인권